# Przeżytek
Przeżytek – kategoria wprowadzona do antropologii przez szkołę ewolucjonistyczną stanowiąca jedną z podstaw metodologicznych tej szkoły. Oznacza jakiś zwyczaj, przekonanie czy praktykę kulturową, którą trudno uzasadnić w kategoriach obecnie charakterystycznych dla danej kultury. Antropolodzy ewolucjonistyczni zakładają, że jest to niezbity dowód, że ta praktyka, przekonanie czy zwyczaj, jest pozostałością sposobu myślenia, kategorii i założeń tej kultury w odległej przeszłości.

## Zastosowanie kategorii przez ewolucjonistów
Teoria ewolucjonistyczna przykładała dużą wagę do tropienia przeżytków w badanych kulturach, by na ich podstawie odtworzyć ich historię i ich archaiczne pokłady, a także opisać ogólne prawa rozwoju kultury. 

## Krytyka kategorii i metody
Metoda przeżytków, podobnie jak cała teoria ewolucjonistyczna, spotkała się następnie z krytyką, zwłaszcza antropologów ze szkoły dyfuzjonistycznej i funkcjonalnej, bowiem ewolucjoniści pomijali inne możliwości wyjaśnienia takiej praktyki, zwyczaju czy przekonania (np. wpływ obcej kultury lub jakąś ukrytą funkcję), odrzucone też zostało ich założenie, że kultura ewoluuje od form prymitywnych do coraz wyższych. Nie należy jednak na podstawie tej krytyki całkowicie dyskredytować założeń implikowanych przez kategorię przeżytku (jako że szkoły dyfuzjonistyczne i funkcjonalne również w pewnych kwestiach były następnie krytykowane). W wielu kwestiach można z dobrym skutkiem stosować kategorię przeżytku.

## Przykłady przeżytków
W istocie bowiem często niezrozumiałe przekonania i zwyczaje kwalifikowane potocznie jako zabobon lub przesąd są właśnie przeżytkami, czyli pozostałościami zamierzchłego już systemu kultury. 
- przekonanie, że rozsypana sól przynosi nieszczęście, wywodzi się z czasów, kiedy sól była po prostu bardzo droga i jej rozsypanie było de facto nieszczęściem w jak najbardziej materialnym wymiarze;
- wiele zwyczajów związanych z Nocą Świętojańską jest taką właśnie pozostałością po praktykach obrzędowych pogańskich Słowian.